# Margrethia
Margrethia is een geslacht van straalvinnige vissen uit de familie van de borstelmondvissen (Gonostomatidae). Het geslacht is voor het eerst wetenschappelijk beschreven in 1919 door Jespersen & Tåning.

## Soorten
- Margrethia obtusirostra Jespersen & Tåning, 1919
- Margrethia valentinae Parin, 1982